# Caradrina azim
Caradrina azim är en fjärilsart som beskrevs av Charles Boursin 1957. Caradrina azim ingår i släktet Caradrina och familjen nattflyn. Inga underarter finns listade i Catalogue of Life.